# Fort

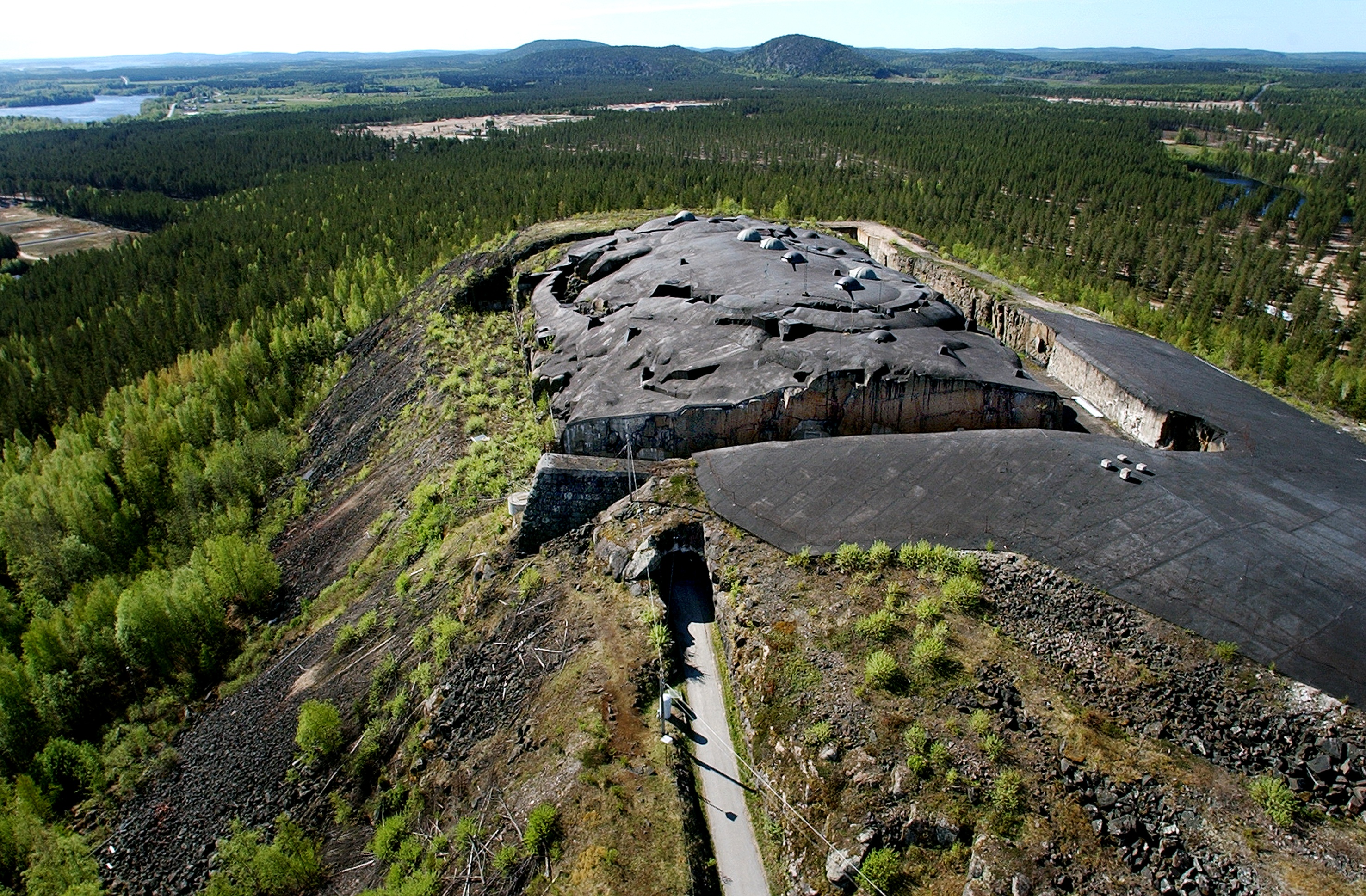
Rödbergsfortet, en del av Bodens fästning sedd från norr. Stormgraven eller Kaponjärdiket och de bepansrade pjäserna syns tydligt, liksom de storslagna vyerna söderut.

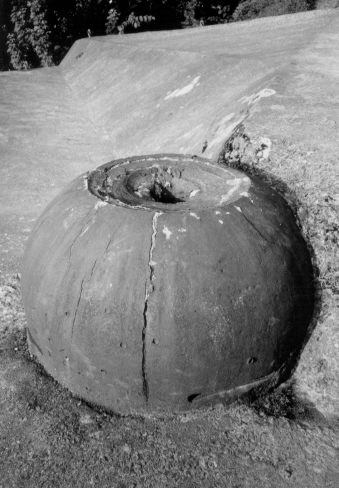
Verkan av riktad sprängladdning på en av kupolerna till Fort Eben-Emael, Belgien. Det mycket starka fortet norr om Liège intogs vid ett spektakulärt anfall av tyska fallskärmsjägare i maj 1940 och öppnade vägen för en snabb invasion av landet.

Fort är en typ av permanent befästning. Ordet används framförallt för koloniala utposter. Det kan även beteckna berganläggningar som var för sig inte är så imponerande men tillsammans bildar en fästning. Exempelvis utgjordes huvuddelen av både Vabergets fästning och Bodens fästning av ett antal fort insprängda i urberget.
Ett fort är i allmänhet mindre än en fästning men ändå nog befäst för att det ska kunna genomföra en strid på egen hand.

## Svenska fort
- Bodens fästning med forten: Degerbergsfortet, Gammelängsfortet, Rödbergsfortet, Mjösjöfortet och Södra Åbergsfortet
- Byviksfortet
- Ellenabbsfortet
- Myttingefortet
- Oscar II:s fort
- Vabergsforten med norra och södra fortet
- Vretafortet
- 12:e batteriet på Rindö

## Bilder

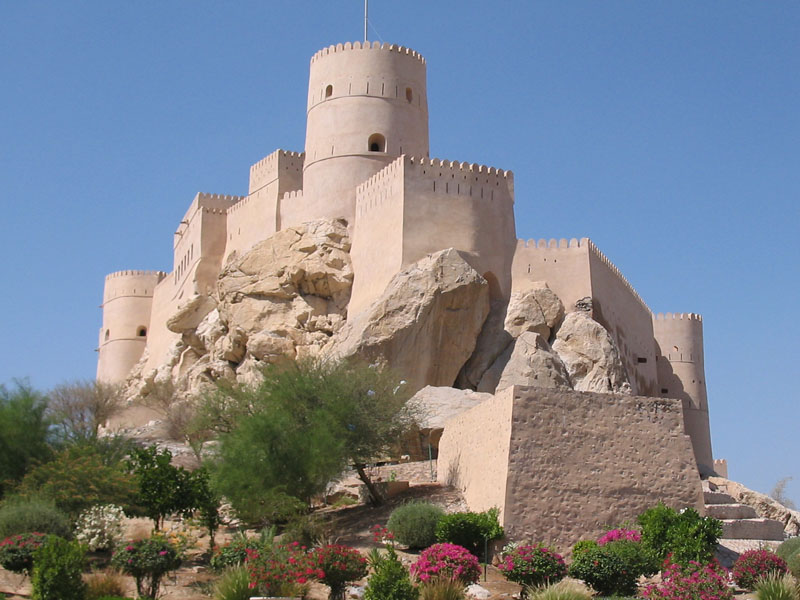
Nakhal fort i Oman, väster om Muskat. Fortet byggdes ursprungligen av portugiser.
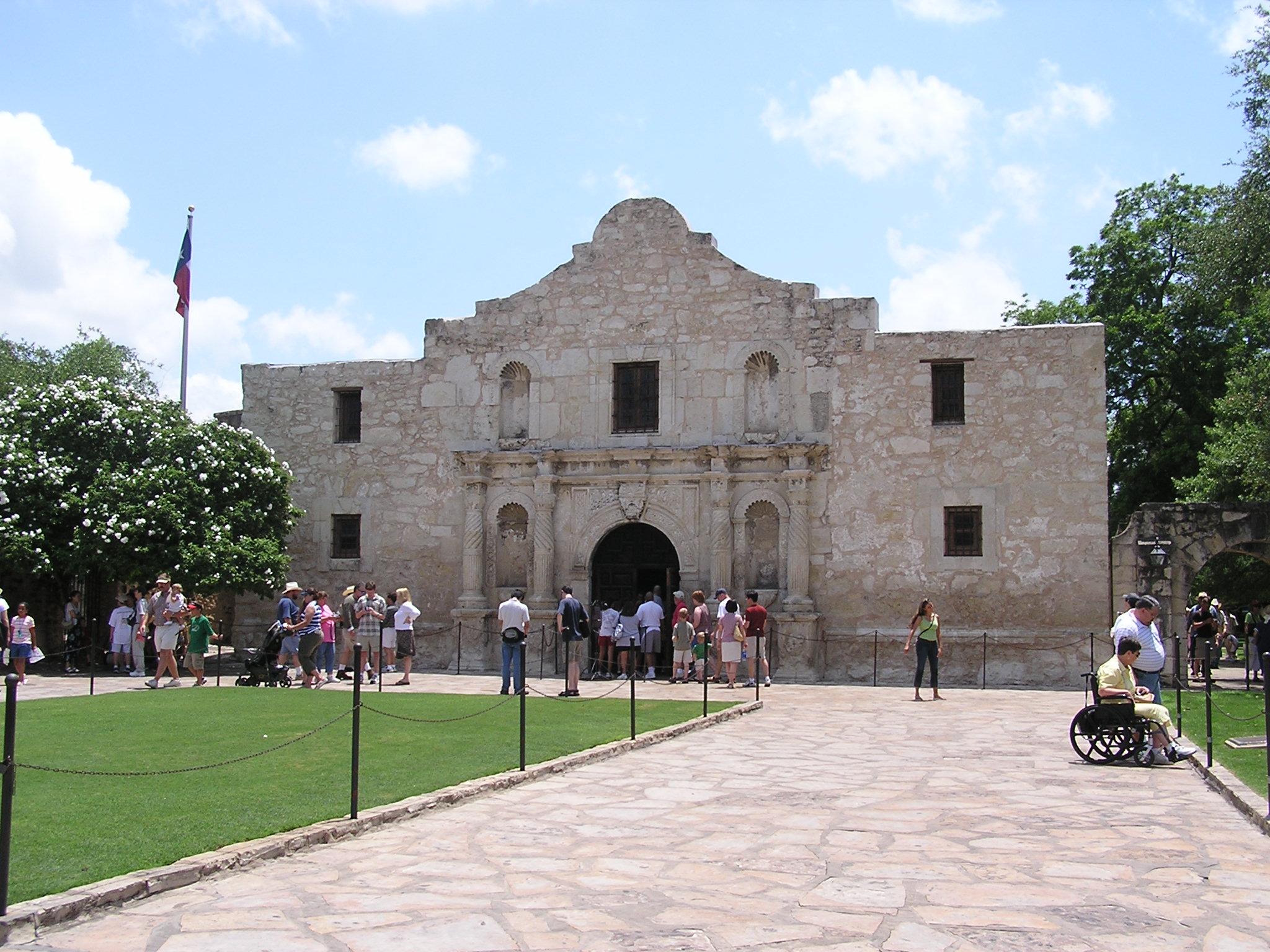
Fort och missions-stationen Alamo, nära San Antonio i Texas, byggd av spanska missionärer. Platsen för det blodiga slaget vid Alamo 1836, då fortet försvarades av revolutionerande innevånare i Texas, och anfölls av mexikanska regeringstrupper.
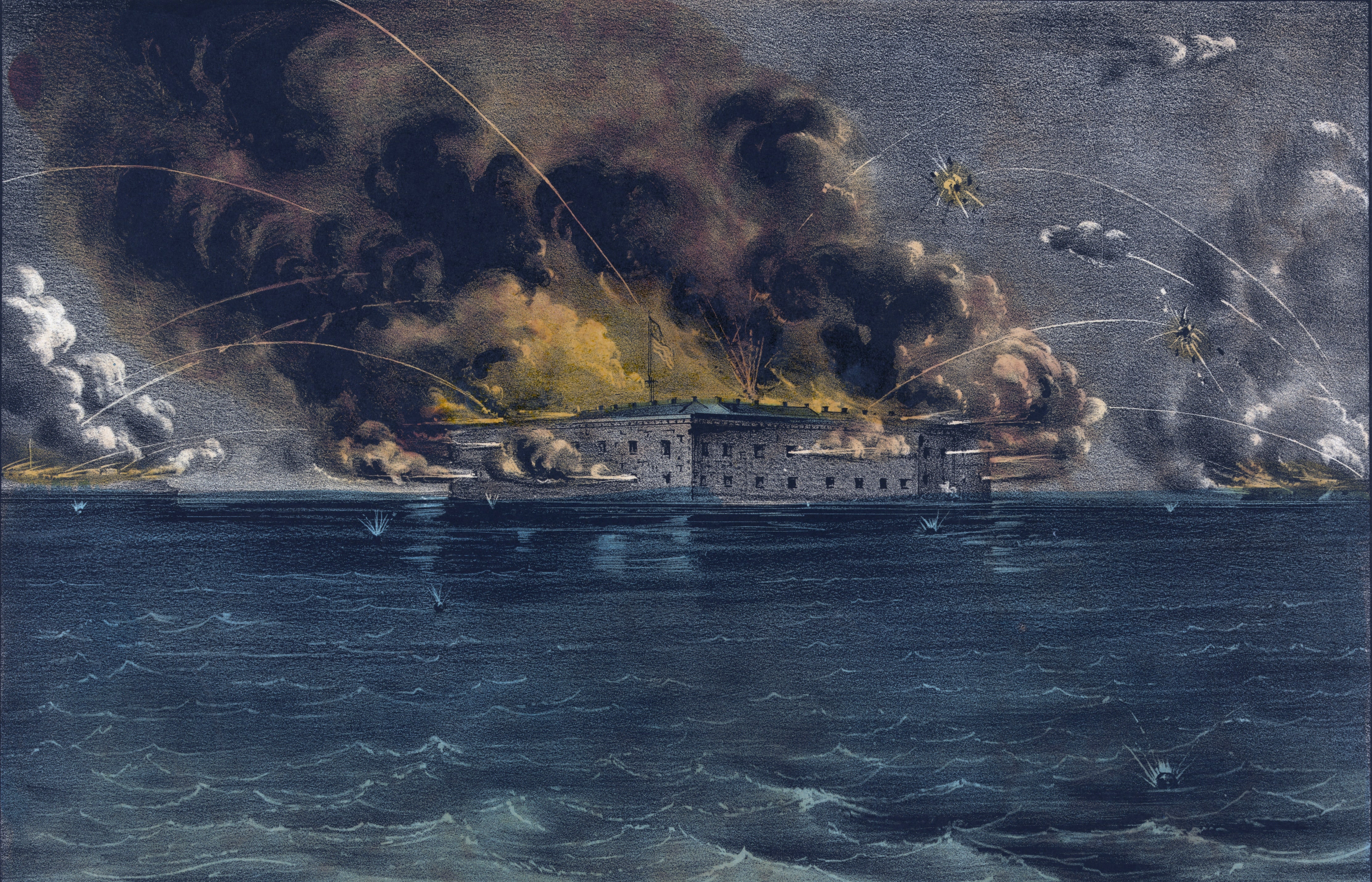
Sydstatstruppers anfall på Fort Sumter i Charleston, South Carolina, inledde det amerikanska inbördeskriget 1861.
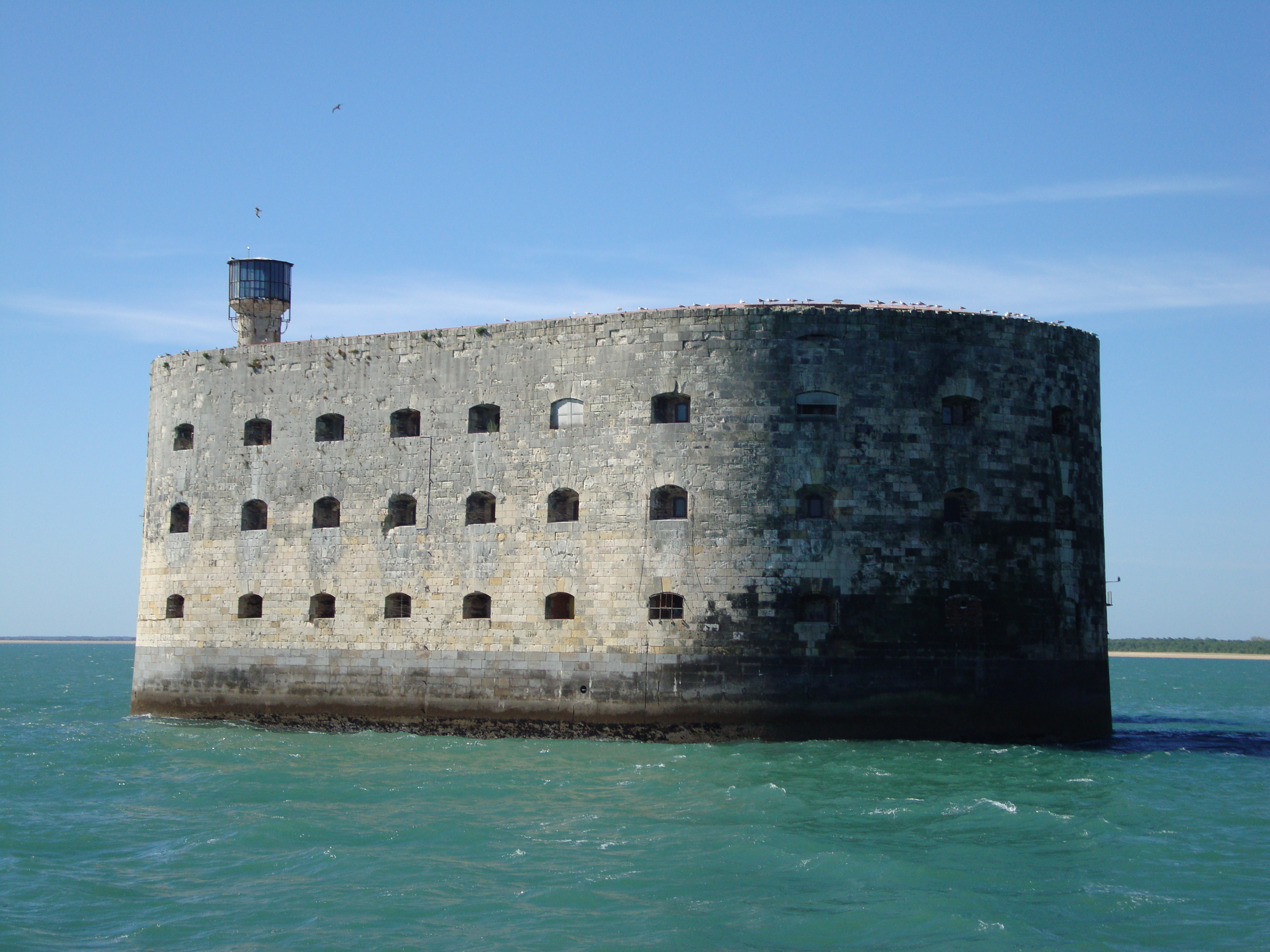
Fort Boyard, sydväst om La Rochelle på franska atlantkusten, färdigställt 1857. Seden tre decennier tillbaka inspelningsplats för Fångarna på fortet.
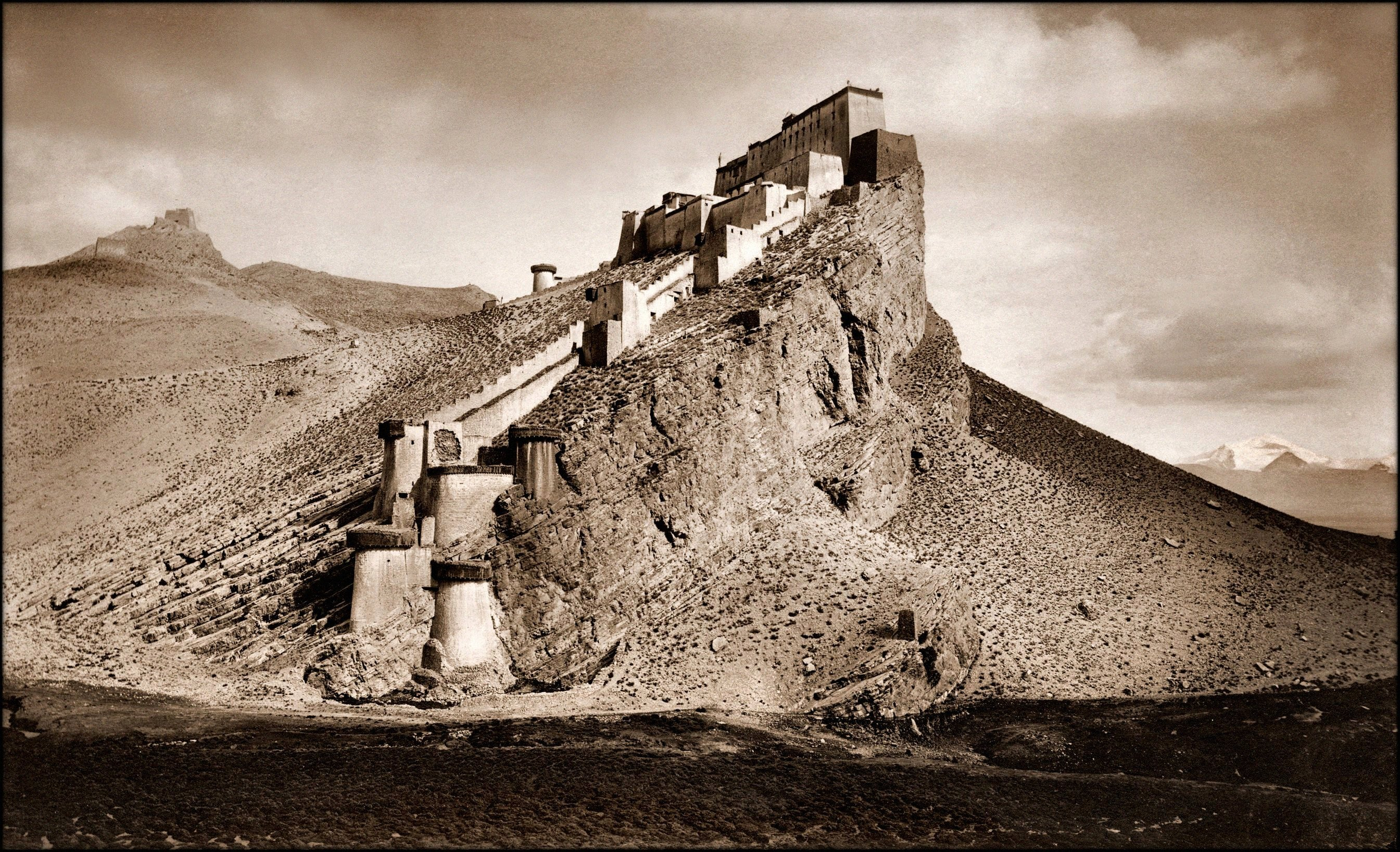
Fortet Kampa Dzong, Tibet. Byggt av brittiska trupper i början av 1900-talet, för att säkra gränsen till Indien från norr.
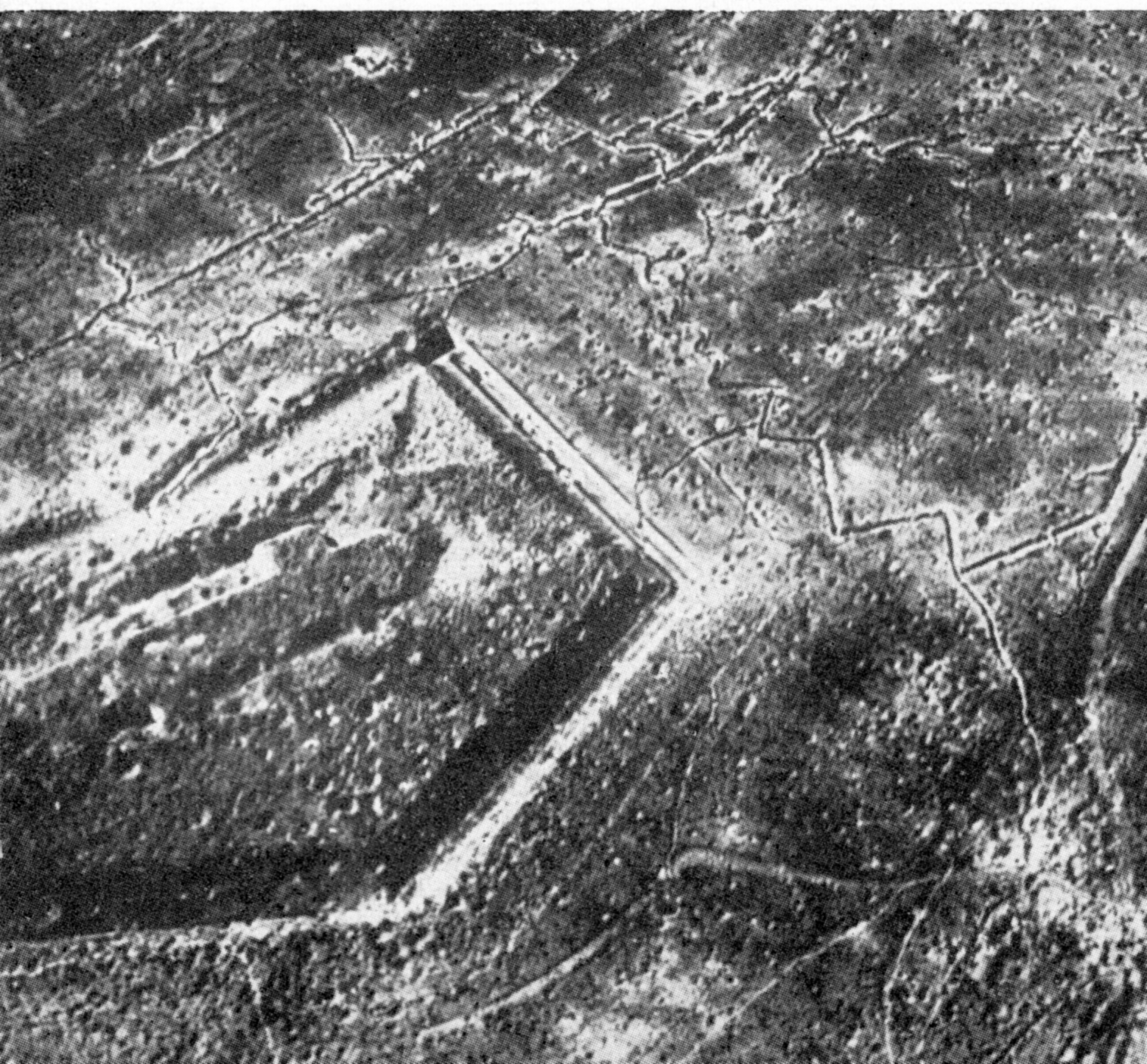
Tysk flygbild av det sönderskjutna Fort de Douaumont, det starkaste av forten runt den franska staden Verdun, under första världskriget. Fortet intogs snabbt, men återtogs med stora förluster i människoliv under Slaget vid Verdun 1916.
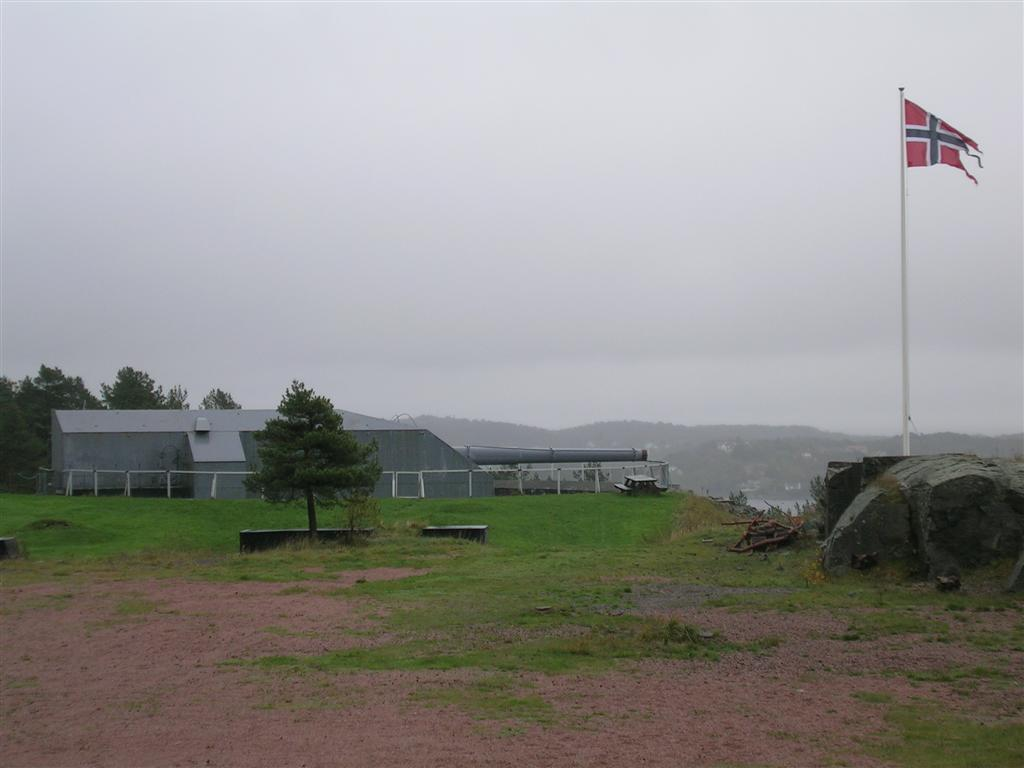
Møvik fort nära Kristiansand i Norge. Anlagd som Batterie Vara av tyskarna under andra världskriget, som en del i befästningslinjen Atlantvallen.